# 카마타 행진곡
카마타 행진곡(蒲田行進曲, Kamata koshin-kyoku)은 일본에서 제작된 후카사쿠 킨지 감독의 1982년 영화이다. 마쓰자카 게이코 등이 주연으로 출연하였다.

## 줄거리
도에이 소속 배우 긴시로 쿠라오카는 동료 배우 타치바나가 사무라이 영화를 촬영하면서 자신이 받는 클로즈업 횟수에 질투심을 느낀다. 토모코라는 팬이 긴시로에게 허벅지에 사인을 받은 후, 긴시로는 자신의 심복 야스 무라오카를 보내 그녀의 전화번호를 알아내도록 한다.
긴시로는 술로 슬픔을 달래고, 야스는 그를 집으로 데려간다. 그곳에는 여배우 코나츠가 기다리고 있었다. 코나츠는 긴시로의 아이를 임신 중이며 다시 아이를 가질 기회가 없을까 봐 낙태를 꺼린다. 이에 긴시로는 야스에게 그녀와 결혼하라고 설득한다. 야스는 혼인신고서에 도장을 찍지만, 코나츠는 긴시로에게 휘둘리는 그에게 역겨움을 느낀다. 야스는 벽에 걸린 그녀의 첫 영화 포스터를 보여주며 10년 동안 팬이었다고 말한다. 그녀는 떠나려 하지만 자간전증으로 쓰러진다. 야스는 의사들에게 자신이 태어날 아이의 아버지라고 말한다.
야스는 비용을 벌기 위해 여러 스턴트 역할을 맡으며 많은 부상을 입는다. 토모코가 자신을 떠날 것처럼 보이자 긴시로는 코나츠에게 자신이 얼마나 멋진 사람인지 말해달라고 부탁하고 코나츠는 그렇게 한다. 코나츠와 야스는 행복을 찾지만, 토모코는 코나츠가 예전처럼 긴시로를 돌보지 않아 긴시로는 집을 팔아 산 3천만 엔 상당의 4캐럿 반지로 코나츠에게 청혼한다. 그녀가 그를 거절하자 그는 촬영장을 떠난다. 코나츠와 야스는 결혼한다.
긴시로가 촬영장에 나타나지 않자 야스는 창고에 숨어 있는 그를 발견한다. 긴시로는 타치바나가 새 모델의 1월 모델로 자신을 대신했고, 여름에 촬영할 예정이었던 영화가 취소되었으며, 자신과 토모코가 헤어졌다고 고백한다. 타치바나는 더 많은 스크린 타임을 얻고 있는 반면, 긴시로의 캐릭터는 죽임을 당하고 그의 장면들은 잘려나가는데, 특히 30피트짜리 거대한 계단에서 벌어지는 마지막 싸움 장면은 그곳에서 떨어질 스턴트맨을 찾을 수 없기 때문에 잘려나간다.
야스는 계단에서 떨어지는 스턴트를 자원한다. 그는 스튜디오의 책임을 면제하는 서류에 서명한 후 100만 엔의 위험 수당을 받고, 자신 명의로 3천만 엔짜리 생명 보험에 가입한다. 코나츠는 그에게 스턴트를 하지 말라고 부탁하지만 그는 고집한다. 야스가 스턴트를 하러 떠난 후, 코나츠는 짐을 싸서 떠난다. 스튜디오 간부들과 극장주들이 스턴트를 보기 위해 방문하자, 야스는 계단에 못을 놓고 밟아 모두가 자신에게 어떻게 대하는지 본다. 그가 담배를 비싼 라이터로 피워달라고 요구하자 긴시로는 비싼 라이터로 불을 붙인 후 야스를 때린다. 야스는 그에게 극구 감사하며 자신의 연기에 집중하겠다고 말하고, 저녁 식사 후로 스턴트를 연기한다. 야스는 스턴트를 수행하다 심하게 부상당하지만, 남은 힘을 다해 다시 계단을 기어올라가 기억에 남는 죽음의 장면을 연출하고 긴시로는 그를 응원한다. 코나츠는 야스가 구급차에 실려가는 것을 제때에 본다.
코나츠는 출산 후 눈을 뜨자 야스가 아기를 안고 있는 것을 본다. 그들은 가족으로 함께하기로 동의하고, 감독이 "컷!"을 외치자 벽이 걷히면서 영화의 출연진과 스태프들이 드러난다.

## 출연

### 주연
- 마쓰자카 게이코
- 카자마 모리오

### 조연
- 히라타 미츠루
- 타카미 치카
- 하라다 다이지로

## 제작진
- 원작자: 츠카 코우헤이
- 미술: 타카하시 아키라